# Two Mules for Sister Sara
Two mules for sister Sara, conocida en español como Dos mulas para la hermana Sara (México) o Dos mulas y una mujer (España), es una película estadounidense del género western, de Universal Pictures, dirigida por Don Siegel, con Shirley MacLaine y Clint Eastwood en los papeles principales. 
La trama gira en torno a un mercenario estadounidense que se cruza con una monja en su camino para ayudar a unos rebeldes juaristas durante el reino títere de Maximiliano I en México. La película contó con actores estadounidenses y mexicanos, y parte se rodó en el paraje pintoresco de Tlayacapan, Morelos. En muchos aspectos sigue la línea de los spaghetti westerns de Sergio Leone, entre ellos la música del compositor italiano Ennio Morricone.

## Sinopsis
En el territorio de México durante la segunda intervención francesa en México, un "yankee" pistolero y mercenario (Clint Eastwood) rescata a una monja (Shirley MacLaine) cuando ésta iba a ser violada por tres bandidos. Este hecho se convertirá en un afortunado encuentro para el pistolero, ya que la monja tiene información relevante sobre una fortaleza que el pistolero pretende asaltar. Las cosas se complican y deben pasar innumerables peripecias con un entretenido humor en las situaciones que convergen. Lo mejor se da cuando el pistolero (quien ha respetado la calidad de religiosa de la monja) descubre que ella no es tal, sino una afamada prostituta.

## Argumento
Poco después de la guerra civil estadounidense, un ex soldado del Norte llamado Hogan se acerca a una mujer desnuda que está a punto de ser violada por unos bandidos. Mata a los bandidos y la mujer se pone un hábito, revelando que es monja. La hermana Sara le ruega que siga protegiéndola de los soldados franceses que la están buscando como una conocida juarista, recaudando dinero para ayudar a los revolucionarios mexicanos que luchan contra las fuerzas de ocupación francesas. Cuando Sara le pide a Hogan que la lleve al campamento mexicano, al principio él duda en desviarse de sus planes, declarando que si no fuera una monja la dejaría valerse por sí misma. Al enterarse de que ella tiene conocimiento de la guarnición francesa. donde dice que ha enseñado español a los soldados franceses, Hogan acepta escoltarla allí. Previamente Hogan había acordado ayudar a los revolucionarios a atacar la guarnición francesa a cambio de la mitad del tesoro de la guarnición. 
Mientras el dúo se dirige al campamento, todo el tiempo evadiendo a las tropas francesas, Hogan se sorprende de que la monja jure y beba whisky. Mientras se dirigen a destruir un tren de municiones francés, Hogan recibe un disparo con una flecha de los yaquis y resulta gravemente herido. Para anestesiarlo mientras le quita la flecha del hombro, Sara le da whisky a Hogan, emborrachándolo en el proceso. Debido a su hombro herido, Hogan no puede subir al caballete. Cuando Sara declara que ella misma no puede subir al alto caballete para colocar las cargas, Hogan le recuerda su deuda con él por salvarle la vida, y ella cumple de mala gana, lo que les permite volar con éxito el tren. En su estupor ebrio, Hogan le revela amargamente a Sara que se siente atraído por ella y que le hace pena que sea monja.
Por fin, los dos llegan al campamento del comandante juarista, el coronel Beltrán. Antes del ataque, Sara ruega a los aldeanos locales el dinero necesario para comprar dinamita para el asalto a la guarnición, solicitando especialmente la ayuda de prostitutas en un burdel. Cuando Hogan se sorprende de que los lleve a un burdel, Sara le revela a Hogan que no es monja, sino una prostituta y una juarista buscada por dispararle a un teniente francés. Se hizo pasar por monja para protegerse como mujer viajando sola; más tarde siguió el disfrace debido a la declaración inicial de Hogan que no la hubiera protegido si no hubiera sido monja. Aunque Hogan está sorprendido, resentido por todas las noches castas que pasaron juntos viajando, la besa y declara que es un mal momento para darse un gusto. Los dos se unen para infiltrarse en el fuerte y dejar entrar a un escuadrón de revolucionarios a través de una trampilla, mientras otros dos escuadrones atacan las puertas y un cuarto actúa como francotirador. Esperando que el ejército francés esté borracho para el Día de la Bastilla, en cambio descubren que la destrucción del tren ha puesto a la guarnición en alerta máxima. Hogan y Sara se infiltran en la fortaleza haciéndose pasar por un cazarrecompensas que ha capturado a Sara y la está entregando a cambio de la recompensa. La artimaña funciona, y Hogan y Sara se enfrentan a los oficiales al mando franceses mientras las puertas de la guarnición son violadas para que los revolucionarios mexicanos entren en tropel. Se produce una batalla; los franceses son derrotados y los mexicanos capturan el fuerte. Como se prometió, Hogan recibe la mitad de las riquezas. Ahora rico y con su trabajo completado, Hogan se marcha con Sara, ahora con maquillaje, un llamativo vestido de seda roja, y plumas en lugar del hábito. La romántica pareja ahora tiene la intención de abrir una casa de juego en San Francisco. 

## Reparto
- Shirley MacLaine: Sara
- Clint Eastwood: Hogan
- Manolo Fábregas: Coronel Beltrán
- Alberto Morín: General LaClaire
- Armando Silvestre: Bandido 1
- John Kelly: Bandido 2
- Enrique Lucero: Bandido 3
- David Estuardo: Juan
- Ada Carrasco: Madre de Juan
- Pancho Córdoba: Padre de Juan
- José Chávez: Horacio
- José Ángel Espinosa Ferrusquilla: Soldado Francés que pide a la monja ayudar al General
- Rosa Furman (sin acreditar)
- Pedro Galván (s. a.)
- Margarito Luna (s. a.)
- Xavier Marc (s. a.)
- Javier Masse (s. a.)
- Aurora Muñoz (s. a.)
- Hortensia Santoveña (s. a.)
- José Torvay (s. a.)